# Čejka jávská
Čejka jávská (Vanellus macropterus) je kulíkovitý bahňák, který je endemický indonéskému ostrovu Jáva. Jedná se o kriticky ohrožený druh, který byl naposledy spatřen v roce 1939 a je s největší pravděpodobností vyhynulý.

## Systematika

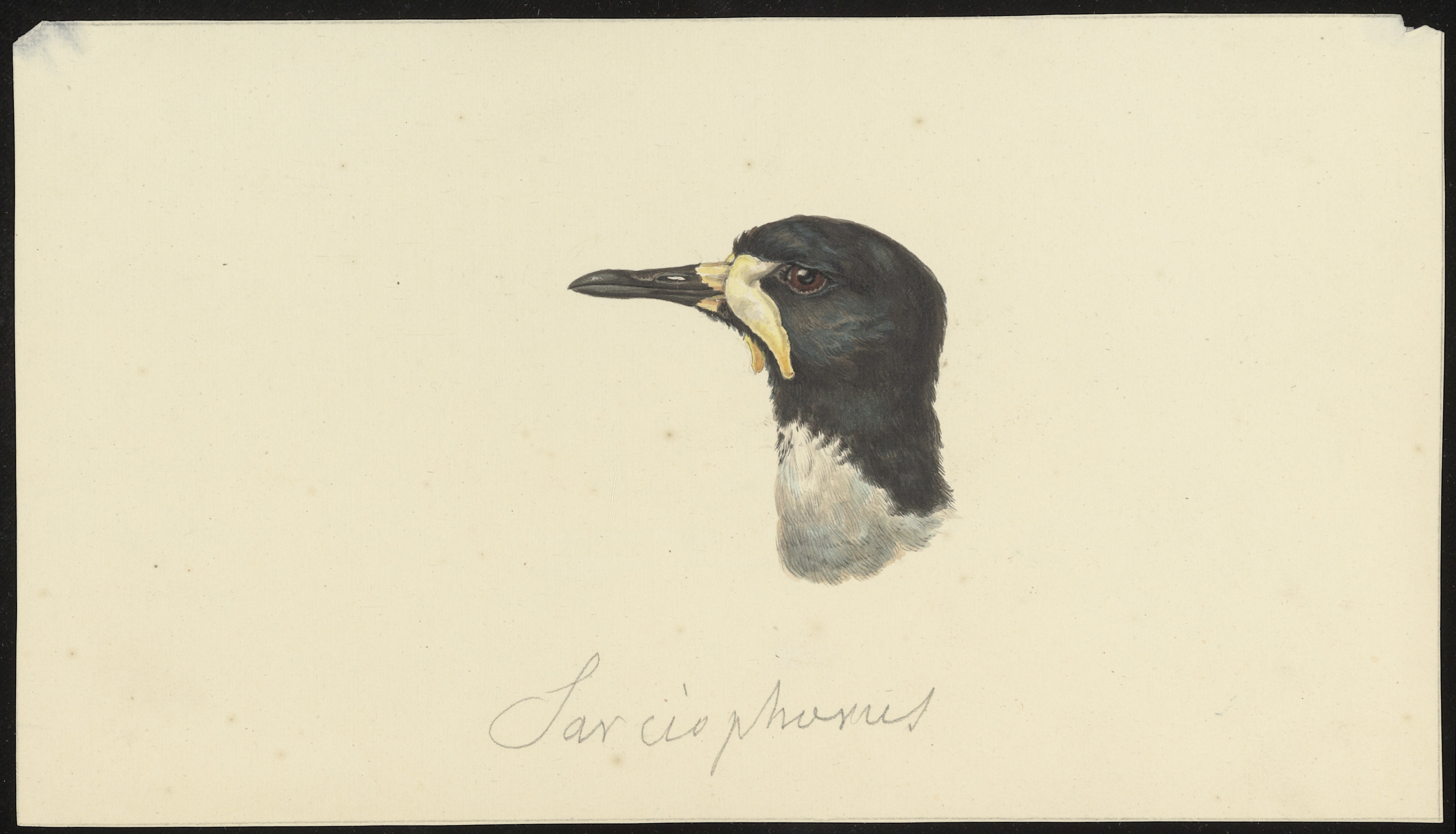
Ilustrace detailu hlavy z Nizozemského centra pro biologickou rozmanitost Naturalis v Leidenu

Druh popsal německý přírodovědec Johann Georg Wagler v roce 1827. Čejka jávská se řadí do rodu Vanellus v rámci čeledi kulíkovití (Charadriidae) a řádu dlouhokřídlí. Jedná se o monotypický taxon, tzn. netvoří žádné poddruhy. Druhové jméno macropterus pochází z řečtiny a znamená „dlouhokřídlý“ (makros = „dlouhý“, pteron = „křídlo“). Příbuzenské vztahy k ostatním kulíkovitým zůstávají nejasné; americký ornitolog Paul A. Johnsgard spekuloval, že nejbližším příbuzným čejky jávské může být čejka australská (Vanellus miles).

## Rozšíření a populace
Tento nápadný druh čejky je endemický indonéskému ostrovu Jáva. Čejka jávská byla naposledy zaznamenána v roce 1939. Mezinárodní svaz ochrany přírody čejku jávskou vedl mezi lety 1994–1999 jako vyhynulý druh. V roce 2000 však svaz přehodnotil status druhu na kriticky ohrožený poté, kdy bylo údajné pozorování druhu nahlášeno místními obyvateli. Terénní výzkumy z let 2001–2012 však tato hlášení nepotvrdily. Nález druhu v místech svého původního výskytu je nepravděpodobný, nicméně je možné, že se čejka jávská stále nalézá v některých méně prozkoumaných koutech Indonésie jako jsou mokřadní oblasti ostrova Belitung. Vymizení druhu je přičítáno na vrub zániku přirozených stanovišť, které byly zabrány lidmi pro zemědělství a akvakulturu. K vymizení druhu mohl přispět i lov místními obyvateli.
Původní habitat druhu tvoří močály stepního typu v oblasti říčních delt na západě a východě Jávy, dále mokré pastviny a různá další otevřená nezalesněná mokřadní stanoviště včetně polí. Je možné, že se druh vyskytoval i v dalších oblastech jako jsou ostrovy Sumatra či Timor, to nicméně nebylo potvrzeno. Původně byl druh popisován jako místně běžný a nejčastěji byl k vidění v řídce roztroušených párech, což naznačuje, že čejky jávské nikdy nebyly hojným druhem.

## Popis
Čejka jávská dosahuje délky 27–29 cm, křídlo je dlouhé 24–25 cm, zobák 3,6–4,3 cm, běhák kolem 8,7 cm. Korunka a zadní část krku jsou leskle modročerné, zbytek hlavy a krku modrohnědé. Hruď je šedohnědá, břicho načernalé. Stehna a podocasní krovky jsou bílé. Svrchní část křídel je při těle šedohnědá. Většina letek je šedohnědých, avšak vnitřní loketní letky mají zespodu šedobílé vnitřní okraje. Ocas je u kořene bílý, následovaný širokým příčným černým pruhem a zakončený úzkou bílou linkou, která je přítomna na pěti párek vnějších ocasních krovek; prostřední pár ocasních krovek má tuto linku žlutohnědou. Zobák je černý, u kořene je na menších částech tělově zbarvený. Dominantu hlavy tvoří krémové laloky, které míří z uzdiček směrem nahoru i dolů. Duhovky jsou hnědé, dlouhé nohy zelenavě až oranžově žluté. Ze zápěstního kloubu vyrůstá dozadu dlouhý černý osten, který je zahnutý směrem dolů.

## Biologie
O biologii druhu není v podstatě nic známo. Jednalo se patrně o stálý druh, nicméně místní migrace mezi Timorem a Sumatrou není vyloučena. Čejky jávské hnízdí při nejmenším od května do června, živí se sladkovodními bezobratlými a semeny rostlin.